# Quéven
Quéven (tiếng Breton: Kewenn) là một xã ở tỉnh Morbihan trong vùng Bretagne tây bắc Pháp. Xã này có diện tích 23,93 km², dân số năm 1999 là 8314 người. Khu vực này có độ cao từ 2-66 mét trên mực nước biển.

## Đô thị kết nghĩa
Quéven kết nghĩa với:
- Dunmanway (Ireland)
- Koro (Mali)
- Altenkunstadt
- Weismain ở bang Bavaria (Đức)

Cư dân của Quéven danh xưng trong tiếng Pháp là Quévenois.

## Tiếng Bretagne
Xã này đã phát động một kế hoạch song ngữ thông qua Ya d’ar brezhoneg ngày 26 tháng 9 năm 2008.
Năm 2007, có 1,4% trẻ em học trường song ngữ ở cấp tiểu học.